# Cantua buxifolia
Espèce
Classification phylogénétique

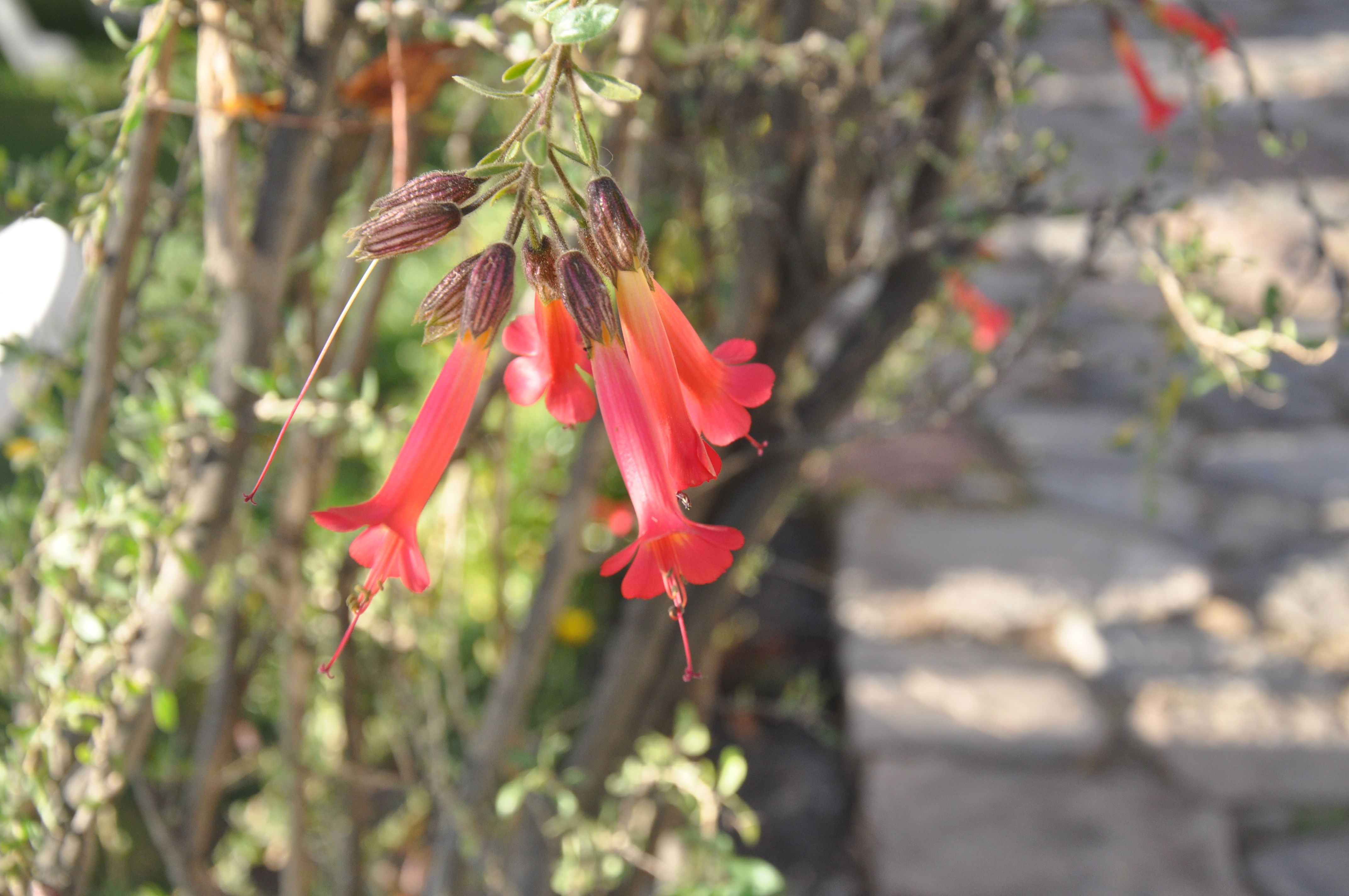
Cantuta à Suasi Island sur le lac Titicaca.

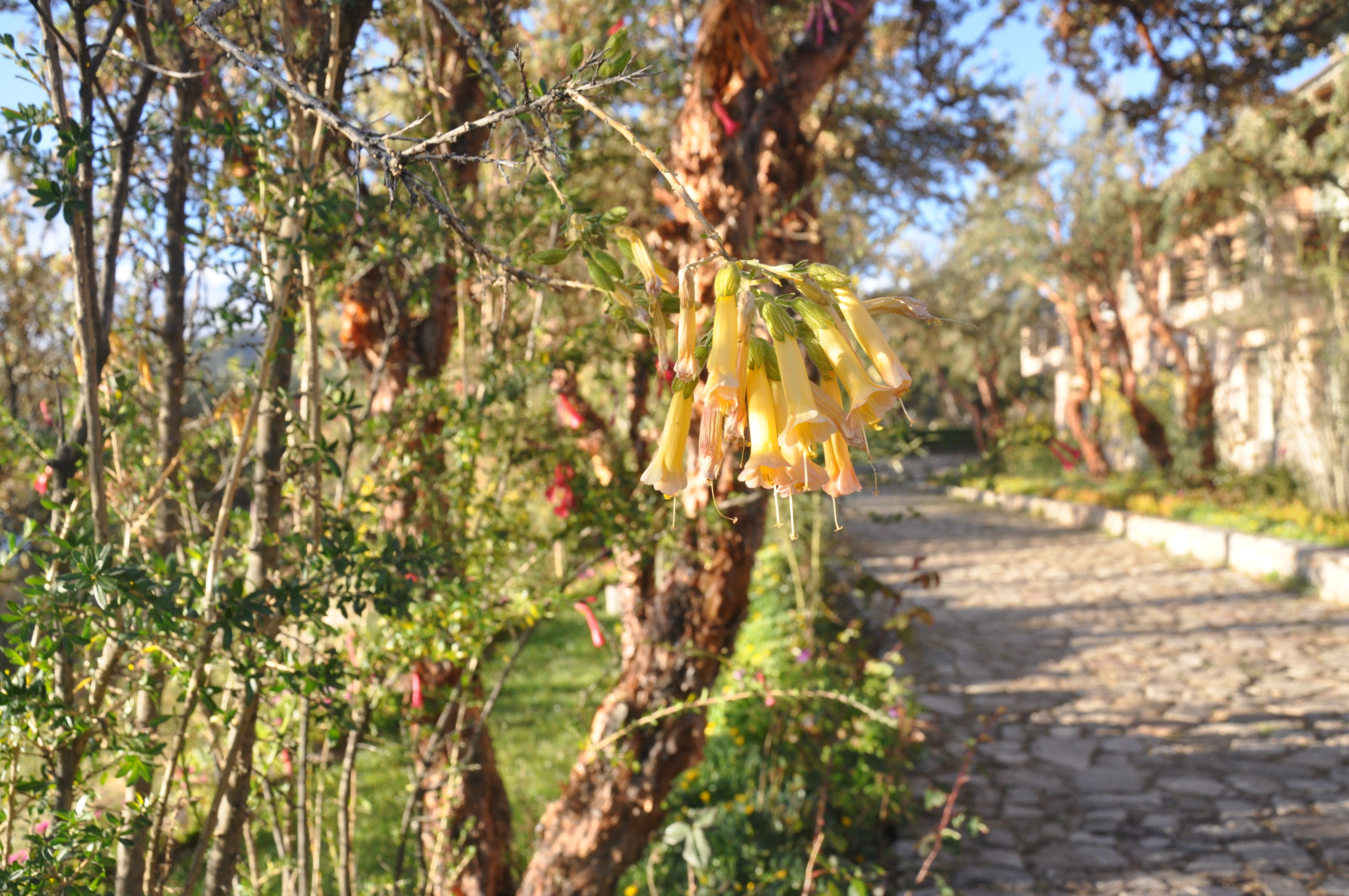
Cantuta jaune au Pérou.

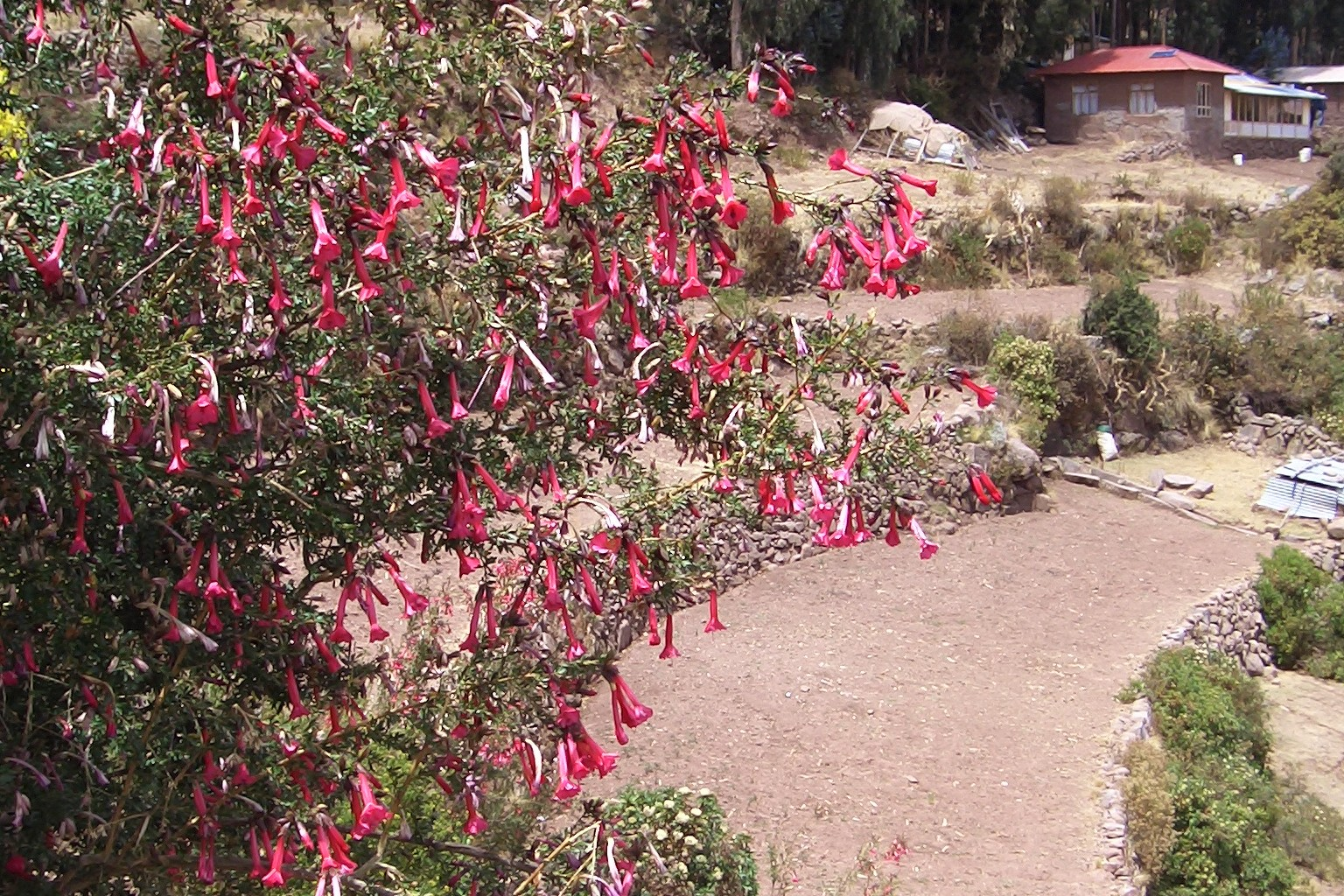
Cantutas de l'Île de Taquile, sur le Lac Titicaca, au Pérou.

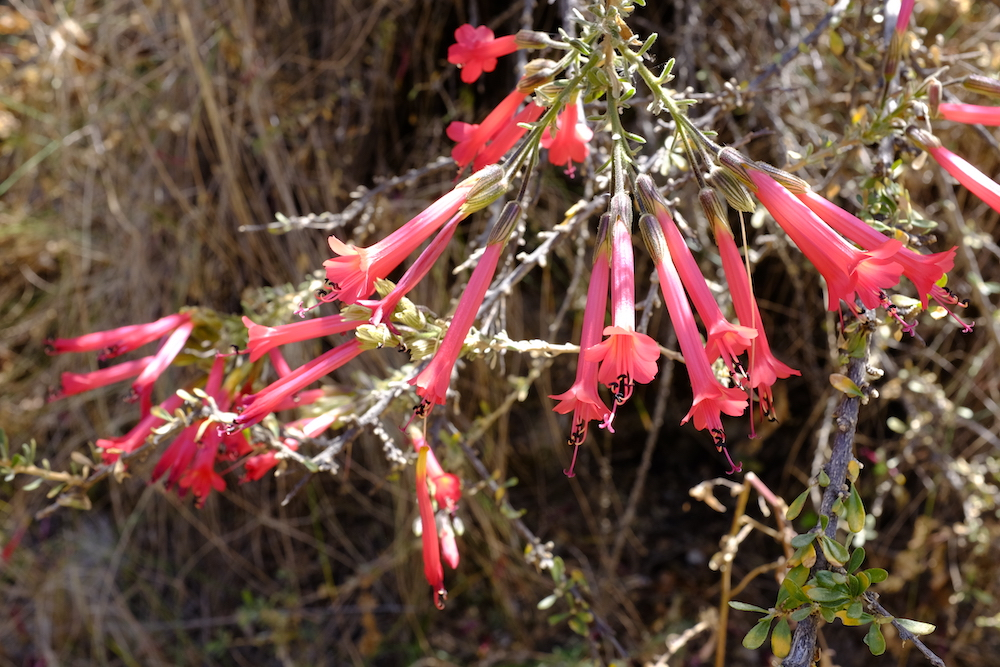
Cantua buxifolia (Pérou, dépt. Ayacucho, prov. Parinacochas, vers 3000 m d'altitude, juillet 2023)

Cantua buxifolia, la cantuta, est une espèce de plantes à fleurs de la famille des Polemoniaceae. C'est un arbuste de 2 à 4 mètres de hauteur aux fleurs habituellement pourpres, mais aussi jaunes, blanches ou bicolores. Elle est originaire des Andes méridionales du Pérou, où on la trouve encore à l'état sauvage vers 3000-3500 m d'altitude, notamment dans la province de Parinacochas (région d'Ayacucho), où elle fleurit pendant la saison sèche à partir du mois d'août au-dessus de 2900 m d'altitude. C'est la fleur nationale du Pérou et de la Bolivie.
Sa culture a été développée depuis Cuzco par les Incas qui l'utilisaient dans leurs cérémonies rituelles, comme le huarachicu, l'initiation des jeunes gens. Elle est aussi connue sous le nom de « fleur de l'Inca ». On l'utilisait aussi pour décorer les crânes des défunts, car l'on croyait que la corolle de la fleur conservait l'eau nécessaire pour apaiser la soif pendant le voyage posthume.